# Olympische Sommerspiele 1948/Teilnehmer (Irland)
| Gelbes Symbol für Goldmedaillen mit stilisierten Olympischen Ringen | Graues Symbol für Silbermedaillen mit stilisierten Olympischen Ringen | Braundes Symbol für Bronzemedaillen mit stilisierten Olympischen Ringen |
| ------------------------------------------------------------------- | --------------------------------------------------------------------- | ----------------------------------------------------------------------- |
| —                                                                   | —                                                                     | —                                                                       |

Irland nahm an den Olympischen Sommerspielen 1948 in London mit einer Delegation von 73 Athleten (68 Männer und 5 Frauen) an 34 Wettkämpfen in zehn Wettbewerben teil.
Ein Medaillengewinn gelang keinem der Athleten im Sport, jedoch sicherte sich Letitia Hamilton Bronze für ihre Arbeit in der Kategorie Ölgemälde und Aquarelle.

## Teilnehmer nach Sportarten

### Basketball
- 23. Platz
Christy Walsh
Danny Reddin
Donald O’Donovan
Dermot Sheriff
Frank O’Connor
Harry Boland
Jim Flynn
Jimmy McGee
Paddy Crehan
Paddy Sheriff
Tommy Keenan
Thomas Malone
Bill Jackson

### Boxen
- Billy Barnes
Fliegengewicht: im Achtelfinale ausgeschieden

- Willie Lenihan
Bantamgewicht: im Viertelfinale ausgeschieden

- Kevin Martin
Federgewicht: im Achtelfinale ausgeschieden

- Maxie McCullagh
Leichtgewicht: im Viertelfinale ausgeschieden

- Peter Foran
Weltergewicht: im Achtelfinale ausgeschieden

- Mick McKeon
Mittelgewicht: 4. Platz

- Hugh O’Hagan
Halbschwergewicht: im Viertelfinale ausgeschieden

- Gearóid Ó Colmáin
Schwergewicht: im Achtelfinale ausgeschieden

### Fechten
Männer
- Owen Tuohy
Florett: in der Vorrunde ausgeschieden
Florett Mannschaft: in der Vorrunde ausgeschieden

- Nick Thuillier
Florett: in der Vorrunde ausgeschieden
Florett Mannschaft: in der Vorrunde ausgeschieden

- Tom Smith
Florett: in der Vorrunde ausgeschieden
Florett Mannschaft: in der Vorrunde ausgeschieden

- Paddy Duffy
Florett Mannschaft: in der Vorrunde ausgeschieden

Frauen
- Dorothy Dermody
Florett: in der Vorrunde ausgeschieden

### Fußball
- in der Vorrunde ausgeschieden
Brendan O’Kelly
Des Cleary
Denis Lawler
Emmet McLoughlin
Frank Glennon
Paddy Kavanagh
Peter McDonald
Robert Smith
Billy Richardson
Bill Barry
William O’Grady

### Kunstwettbewerbe
- May Power
- Flora Vere O’Brien
- Stanislaus Lynch
- Charles Lamb
- Jack Hanlon
- Edmondo Gigante
- Christopher Campbell
- Desmond Broe
- Ina Boyle
- Letitia Hamilton
Ölgemälde und Aquarelle: Bronze

### Leichtathletik
Männer
- Jimmy Reardon
400 m: im Halbfinale ausgeschieden
4-mal-400-Meter-Staffel: im Vorlauf ausgeschieden

- John Joe Barry
1500 m: im Vorlauf ausgeschieden
5000 m: im Vorlauf ausgeschieden

- Paddy Fahey
10.000 m: Rennen nicht beendet

- Paddy Mulvihill
Marathon: 26. Platz

- Reggie Myles
4-mal-400-Meter-Staffel: im Vorlauf ausgeschieden

- Paul Dolan
4-mal-400-Meter-Staffel: im Vorlauf ausgeschieden

- Charles Denroche
4-mal-400-Meter-Staffel: im Vorlauf ausgeschieden

- David Guiney
Kugelstoßen: ohne gültigen Versuch

- Cummin Clancy
Diskuswurf: 22. Platz

- Dan Coyle
Hammerwurf: 19. Platz

### Reiten
- Dan Corry
Springreiten: 14. Platz
Springreiten Mannschaft: ausgeschieden

- Fred Ahern
Springreiten: 17. Platz
Springreiten Mannschaft: ausgeschieden

- Jack Lewis
Springreiten: ausgeschieden
Springreiten Mannschaft: ausgeschieden

### Rudern
- Paddy Dooley
Achter mit Steuermann: im Viertelfinale ausgeschieden

- Robin Tamplin
Achter mit Steuermann: im Viertelfinale ausgeschieden

- Paddy Harold
Achter mit Steuermann: im Viertelfinale ausgeschieden

- Barry McDonnell
Achter mit Steuermann: im Viertelfinale ausgeschieden

- Danny Taylor
Achter mit Steuermann: im Viertelfinale ausgeschieden

- Joe Hanly
Achter mit Steuermann: im Viertelfinale ausgeschieden

- Morgan McElligott
Achter mit Steuermann: im Viertelfinale ausgeschieden

- Tom Dowdall
Achter mit Steuermann: im Viertelfinale ausgeschieden

- Denis Sugrue
Achter mit Steuermann: im Viertelfinale ausgeschieden

### Segeln
- Jimmy Mooney
Firefly: 16. Platz

- Alf Delany
Star: 13. Platz

- Hugh Allen
Star: 13. Platz

### Wasserspringen
Männer
- Eddie Heron
3 m Kunstspringen: Wettkampf nicht beendet